# Yukiko Okada
Satō Kayo (佐藤佳代), conhecida como Yukiko Okada (岡田 有希子, Okada Yukiko, Nagoya, 22 de agosto de 1967 – Tóquio, 8 de abril de 1986) foi uma cantora Idol, pianista, atriz e modelo japonesa.
Em 1983, a artista tornou-se amplamente conhecida em todo o país após vencer o programa de talentos "Star Tanjō!" na Nippon Television. No dia 21 de abril de 1984, Okada lançou seu primeiro single intitulado "First Date". Ela foi premiada como "Artista Revelação" e posteriormente ganhou o 26º Prêmio de Melhor Novo Artista do Japan Record Awards pelo sucesso de seu terceiro single, "Dreaming Girl-Koi, Hajimemashite"
Okada iniciou sua carreira como atriz com sua participação no dorama de televisão intitulado "Kinjirareta Mariko". Em 1986, lançou o single, intitulado "Kuchibiru Network". A canção alcançou o primeiro lugar na lista semanal de singles da Oricon, consolidando seu lugar como uma das principais artistas do Japão na época.
Em 8 de abril de 1986, Okada infelizmente tentou o suicídio em sua casa, cortando seus pulsos e deixando vazar gás em seu apartamento. Seu gerente a encontrou e rapidamente a levou para o Hospital Kitano Aoyama para tratamento. Em seguida, ela foi levada para o Sun Music Building, onde a equipe discutia como lidar com a situação e evitar um escândalo da mídia. No entanto, sem aviso prévio, Okada correu até as escadas, tirou seus sapatos e pulou do prédio de sete andares, causando sua morte imediata. Até hoje, o motivo por trás do trágico suicídio de Okada permanece desconhecido.
O trágico suicídio de Okada causou uma comoção nacional sem precedentes, levando a um aumento alarmante no número de suicídios em todo o Japão, um fenômeno conhecido como suicídio copiado. Esse fenômeno ficou conhecido como a "Síndrome de Yukiko", em referência ao nome da artista. Após sua morte, Okada foi cremada e seus restos mortais foram depositados em um cofre da família em um templo budista na cidade de Jomanji, em Nagoya, Japão.

## Início da vida e carreira

### 1967 - 1983: Infância e inicio da carreira
Satō Kayo nasceu em 22 de agosto de 1967, na cidade de Ichinomiya, na província de Aichi, como a segunda filha da família Satō. O parto foi difícil, com a possibilidade de risco de vida e deficiência cerebral devido ao nascimento prematuro, sendo cogitada uma cesariana da mãe, mas não houve complicações, Kayo nasceu prematura com 47 cm e 2,700 kg de peso.
Em 1969 aos dois anos de idade, mudou-se para Atsuta-ku, Nagoya, e passou lá até se mudar para Tóquio. No jardim da infância Okada iniciou a frequentar as aulas de educação física da Associação Cristã de Moços, junto com sua irmã, onde praticava ginástica, camping, esqui e patinação.
Okada em sua infância foi diagnosticada com um distúrbios de linguagem, ela não consegui pronunciar a letra S, e com isso, Okada se escondia em um armário da família. Além do seu distúrbio, suas orelhas eram grandes, ela por muitas vezes recebia o apelido de Dumbo, após isso, Okada começou a usar cabelos compridos para cobrir suas orelhas.

Yukiko Okada em seu primeiro álbum "Cinderella" em 1984.

Quando estava na escola primária, sentiu se atraída pela escrita, ao sair da YMCA, começou a aprender aquarelas a partir do quarto ano do ensino fundamental. Na quinta série do ensino fundamental, foi selecionada em uma competição de desenho organizada por Asahi Shimbun. Na sexta série do ensino fundamental, ele ganha o Prêmio Miyaji' ( seu primeiro prêmio) na competição de cópias do Santuário Atsuta Jingu. A partir do segundo ano do ensino fundamental, ingressou no coral e, quando cursava o sexto ano do ensino fundamental, aparecia nos programas locais de rádio e televisão. Como um estudante do ensino médio, ele aprende pintura a óleo e pintura japonesa, bem como começa a aprender desenho. Sobre o tema das férias de verão na escola secundária, ele pintou um retrato de Naoko Kawai, onde era muito fã, com pintura a óleo e ganhou um prêmio de ouro em uma exposição na escola secundária.
Nas férias de verão de 1982, tornou-se um modelo fotográfico da "Classe de Câmera Nikon para Alunos de Ensino Médio e Secundário ", realizado no Castelo de Osaka. Na escola secundária, Okada queria se tornar uma cantora e candidatou-se a todas as audições possíveis, desde grandes produções até o menor recrutamento de talentos, na esperança de se tornar uma estrela. Ela foi rejeitada todas as vezes até que finalmente foi aceita em um programa de talentos da TV, Star Tanjō! na Nippon Television - similar à Star Search - onde ganhou em março de 1983.

### 1984 - 1985: Sucesso na carreira
Em 21 de abril de 1984, Okada lançou seu primeiro single, "First Date". Ela era conhecida como "Yukko", que é uma abreviação comum para o nome "Yukiko" na língua japonesa. 
Em 18 de julho de 1984 lançou o single "Little Princess". Foi lançado em 05 de outubro seu primeiro álbum, "Cinderella". No mesmo ano, Okada ganhou o Rookie of the Year, e recebeu o 26º Prêmio Melhor Novo Artista do Japan Record Awards por seu terceiro single, "Dreaming Girl-Koi, Hajimemashite", lançado em 21 de setembro.
"Futari Dake no Ceremony" foi o quarto single lançado em 16 de janeiro de 1985 e em 21 de março seu segundo álbum, "FAIRY". Seguidos dos singles "Summer Beach", lançado em 17 de abril, "Kanashii Yokan", em 17 de julho, seu terceiro álbum, "Jyuugatsu no Ningyo", disponível em 18 de outubro e deu último single neste ano com '"Love Fair", lançado em 05 de novembro.
Okada desempenhou o papel principal em seu primeiro dorama de televisão Kinjirareta Mariko (The Forbidden Mariko), em 1985.

### 1986: Últimos trabalhos
Em 1986 o single "Kuchibiru Network", lançado em 29 de janeiro, escrito por Seiko Matsuda e composta por Ryuichi Sakamoto, alcançou o número #1 na Oricon de singles. Seu último álbum foi "Venus Tanjou", com seu lançamento em 21 de março.
"Hana no Image" foi seu último single, no entanto, o single foi cancelado devido a morte da cantora, o single estava previsto para ser lançado em 14 de maio.

### Obras póstumas
Em 17 de março de 1999 foi lançado o "Memorial BOX", apresentando ao público o single "Hana no Image", em 2002 os compilados "YUKIKO OKADA * ALL SONGS REQUEST", " 84-86 Bokura no Best SP YUKIKO OKADA CD/DVD-BOX [Okurimono III]" foram lançados, além de um single "Believe In You (2002 Strings Version)" e um DVD "Memories in Swiss".
O box "The Premium Best Okada Yukiko" foi lançado em 21 de novembro de 2012.
No dia 16 de outubro de 2019 foi lançado o álbum "Yukiko Okada Mariya ’s Songbook" com músicas compostas pela cantora Mariya Takeuchi, sobre Yukiko Okada, Mariya disse:
| “ | "Estou realmente feliz que o trabalho fornecido a Yukiko-chan...Ela desapareceu como uma adolescente deslumbrante, e se tornou um "ídolo eterno", e continua a nos dar sua voz esmagadora e sua perseverança aos jovens com a mesma voz cantada da época." | ” |

## Morte

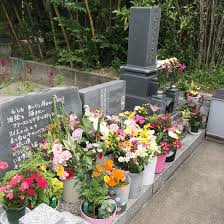
Túmulo de Yukiko Okada em Jomanji, Nagoya, Japão.

Em 8 de abril de 1986, Okada foi encontrada com os pulsos cortados em seu apartamento, além disso um forte cheiro de gás, Okada estava agachada em um armário e chorando. Ela foi descoberta por uma equipe de resgate chamada pelo gerente do apartamento depois que outros moradores notaram o cheiro de gás. O gerente de Okada finalmente chegou e levou-a para o Hospital Kitano Aoyama, onde seus ferimentos foram tratados e levados para o Sun Music Building. Enquanto Fudaka, o gerente do prédio e a equipe estavam discutindo como evitar um escândalo da mídia, Okada correu até as escadas, tirou os sapatos e pulou do prédio de sete andares, resultando em morte instantânea.
Quando as notícias do suicídio de Okada se espalharam, centenas de fãs convergiram para o prédio de Tóquio, que abriga os escritórios da Sun Music, a agência de talentos que administrou sua carreira. As multidões locais já estavam pressionadas contra uma corda que a polícia havia colocado em torno dos contornos riscados de onde várias partes do cérebro de Okada haviam se espalhado na calçada. Em um canto da área cercada, havia um altar improvisado com um queimador de incenso, uma vela e alguns buquês.
Alguns fãs de Okada caíram em lágrimas nos vestígios de sangue, mãos e rostos esfregando as manchas que pareciam permanecer apesar da lavagem. Outros mantiveram uma vigília a noite inteira no altar, com flores, plantas, refrigerantes, doces, frutas, cosméticos, pôsteres, registros, cartas e outras lembranças.
No dia 14 de abril, a pilha cresceu tão alto quanto a cabeça do sacerdote xintoísta que, neste sétimo dia de luto, purificou as oferendas antes de serem colocadas em 60 caixas de papelão e levadas a um santuário próximo para serem queimadas. Dezenas de fãs continuavam a comparecer todos os dias para prestar homenagem em um altar budista no vestíbulo do edifício.
Outros fãs foram à casa dos pais de Okada, em Nagoya, que lhes permitiu se despedir antes da urna que contém seus restos cremados. As relíquias serão colocadas no cofre da família em um templo budista após o primeiro aniversário de sua morte. Okada foi cremada e seus restos mortais foram enterrados em um cofre da família em um templo budista em Jomanji, Nagoya, Japão.

### Razões de seu suicídio
A razão para o suicídio ainda é desconhecida, embora tenha sido especulado que Okada tinha um amor não correspondido por Tōru Minegishi, devido a uma frase ("Eu pensei em alguém") que Okada tinha falado ao seu gerente quando tentou cometer o suicídio pela primeira vez, além de notas escritas por Okada descrevendo seu desejo de estar com Minegishi. Algumas dessas notas terminaram com: "Eu queria vê-lo novamente" e "Meu coração não tem para onde ir".
Os impulsos autodestrutivos de Okada podem ter sido estimulados por seu conhecimento do suicídio de Yasuko Endo, de 17 anos, logo após as 7:30 da noite de 30 de março, apenas 10 dias antes do programado para seu debut na carreira musical. Endo pulou do prédio de sete andares em Tóquio apenas alguns minutos depois de uma longa discussão com seu gerente e mãe sobre seus amigos. Ela havia perdido o pai quando tinha apenas quatro anos. Okada fez sua primeira tentativa depois de insistir em seus problemas a noite toda com as roupas que ela usara na noite anterior. Em contraste, o ato de Endo parece ter sido impulsivo. Endo estava sendo preparado para desempenhar um papel mais sexy que Okada, mas as regras do jogo da imagem virgem eram as mesmas: nenhuma das meninas tinha permissão para ter relações sexuais com homens.

### Síndrome Yukiko
Após morte de Yukiko Okada, e a notícia tomou projeção nacional, uma série de suicídios copiados começaram a ocorrer em todo o Japão, foram atribuídos cerca de 40 suicídios associados a cantora.
A primeira morte registrada foi da estudante coreana de 16 anos, Pak Migi, que pulou para a morte do 13º andar de um prédio de apartamentos em Kobe depois de dizer à irmã mais nova "Eu quero me tornar como Yukiko Okada". A mãe de Pak supostamente não tinha ideia do porquê de sua filha ter se matado, mas as circunstâncias sugerem vários motivos.
A última morte registrada foi de Masahiro Majima, 21 anos, que tinha fotos de Okada no bolso quando, pouco antes das seis da noite de 02 de maio, ele pulou do mesmo prédio que a cantora havia pulado, Majima caiu no altar improvisado construído para Okada, o jovem ainda estava vivo, mas morreu em uma hora. Ele foi visto em frente ao prédio nos dias anteriores e ficou ali com outros jovens desde o meio da tarde. Seus pais administravam um hospital em outra prefeitura, e ele queria ir para a escola e cursar medicina, mas havia sido reprovado nos exames de admissão. Ele estava desempregado, morava sozinho e se mudara apenas duas semanas antes de sua morte.

## Discografia

### Álbuns
| Álbum                                              | Detalhes |
| -------------------------------------------------- | --- |
| Cinderella (シンデレラ)                            | - Lançamento: 05 de setembro de 1984 (LP) \| 21 de dezembro 1984 (CD) - Plataforma: CD, LP e CT - Gravadora: Pony Canyon [carece de fontes?] |
| FAIRY                                              | - Lançamento: 21 de março de 1985 - Plataforma: CD, LP e CT - Gravadora: Pony Canyon                                                         |
| Jyuugatsu no Ningyo(十月の人魚, Sereia de Outubro) | - Lançamento: 18 de setembro de 1985 - Plataforma: CD, LP e CT - Gravadora: Pony Canyon                                                      |
| Venus Tanjou (ヴィーナス誕生, Nascimento de Vênus) | - Lançamento: 21 de março de 1986 - Plataforma: CD, LP e CT - Gravadora: Pony Canyon                                                         |
| Yukiko Okada Mariya ’s Songbook                    | - Lançamento: 16 de outubro de 2019 - Plataforma: CD e Download - Gravadora: Pony Canyon                                                     |

### Compilações
| Álbum                            | Detalhes |
| -------------------------------- | --- |
| Okurimono (贈りもの)             | - Lançamento: 28 de novembro de 1984 (LP) \| 05 de dezembro 1984 (TC) - Plataforma: LP e CT - Gravadora: Pony Canyon  |
| Okurimono II (贈りものII)        | - Lançamento: 05 de dezembro de 1985 - Plataforma: LP e CT - Gravadora: Pony Canyon                                   |
| Álbuns Póstumos                  | |
| Memorial BOX (メモリアルBOX)     | - Lançamento: 17 de março de 1999 - Plataforma: CD - Gravadora: Pony Canyon                                           |
| YUKIKO OKADA * ALL SONGS REQUEST | - Lançamento: 15 de maio de 2002 - Plataforma: CD - Gravadora: Pony Canyon                                            |
| Okurimono III (贈りものIII)      | - Lançamento: 18 de dezembro 2002 \| 15 de setembro de 2010 (re-lançamento) - Plataforma: CD - Gravadora: Pony Canyon |

### Singles
| Single                                                                | Posição | Detalhes                                                      |
| --------------------------------------------------------------------- | ------- | ------------------------------------------------------------- |
| First Date (ファースト・デイト)                                       | #20     | - Lançamento: 21 de abril de 1984 - Gravadora: Pony Canyon    |
| Little Princess (リトル プリンセス)                                   | #14     | - Lançamento: 18 de julho de 1984 - Gravadora: Pony Canyon    |
| -Dreaming Girl- Koi, Hajimemashite (-Dreaming Girl- 恋、はじめまして) | #7      | - Lançamento: 21 de setembro de 1984 - Gravadora: Pony Canyon |
| Futari Dake no Ceremony (二人だけのセレモニー)                        | #4      | - Lançamento: 16 de janeiro de 1985 - Gravadora: Pony Canyon  |
| Summer Beach                                                          | #5      | - Lançamento: 17 de abril de 1985 - Gravadora: Pony Canyon    |
| Kanashii Yokan (哀しい予感))                                          | #7      | - Lançamento: 17 de setembro de 1985 - Gravadora: Pony Canyon |
| Love Fair                                                             | #5      | - Lançamento: 05 de outubro de 1985 - Gravadora: Pony Canyon  |
| Kuchibiru Network (くちびるNetwork)                                   | #1      | - Lançamento: 29 de janeiro de 1986 - Gravadora: Pony Canyon  |
| Singles Póstumos                                                      |         |                                                               |
| Hana no Image (no の イ マ ー ジ ュ)                                  | ##      | - Lançamento: 14 de maio de 1986* - Gravadora: Pony Canyon    |
| Believe In You (2002 Strings Version)                                 | #63     | - Lançamento: 04 de dezembro de 2002 - Gravadora: Pony Canyon |
| Yukiko Okada - Night Tempo Presents the Showa Groove                  | ##      | - Lançamento: 11 de janeiro de 2023 - Gravadora: Pony Canyon  |

Obs: *Single foi cancelado devido a sua morte. O single foi lançado mais tarde em seu álbum do Memorial BOX.

### Vídeos e DVDs
| Vídeo                   | Lançamento |
| ----------------------- | ---------- |
| Yukiko in SWISS         | 1985       |
| Memories of Switzerland | 1985       |
| Memories in Swiss       | 2002       |

## Televisão

### Doramas
| Vídeo                                | Ano                                | Participação                                                                                 |
| ------------------------------------ | ---------------------------------- | -------------------------------------------------------------------------------------------- |
| Chūgakusei Nikki                     | 1983                               | Como figurante                                                                               |
| "Mini-drama na Yang Yan Sing Studio" | 1983 - 1985                        | Em "Matchi no Seishun Hangyakuji" -Parte II Em "Matchi no Seishun Sukuranburu"- Parte I e II |
| "Kaguya-hime Tonde Hatsutaiken"      | 1985                               | Como Miru e Hinako (Protagonista)                                                            |
| “Sanada Taiheiki”                    | 1985 - 1986                        | Como Kikuhime (Episódios: 17, 19, 23, 24, 28)                                                |
| "Kinjirareta Mariko"                 | 1985 - 1986 1989 (Re-apresentação) | Como Mariko (protagonista)                                                                   |

## Impressos

### Mangá
- 1984 - Idol Complex Jitsuroku Manga Okada Yukiko (アイドルコミックス・実録まんが岡田有希子) [20]

### Livros
- 1984 - Okada Yukiko special (岡田有希子special)[21]
- 1985 - Hitomi wa Himitsu Iro (瞳はヒミツ色)[22]
- 1985 - Namiko Yukiko Saori no Doki Doki Book (奈美子・有希子・小緒里のドキドキブック)[23]
- 1985 - Okada Yukiko Shashinshuu Anata to Futarikiri... (岡田有希子写真集・あなたとふたりきり…)[24]
- 1985 - Motto Ai Itai... Yukiko (もっと逢いたい…有希子)[25]
- 1985 - SWEET LOVE DREAM [26]
- 1986 - Venus Tanjou (ヴィーナス誕生)[27]
- 1986 - Sayonara... Yukiko (さよなら…有希子)[28]
- 1986 - Okada Yukiko wa Naze Shinda ka (岡田有希子はなぜ死んだか)[29]
- 1987 - Ai wo Kudasai (愛をください)[30]
- 1989 - Sacrifice (サクリファイス)
- 1998 - Iina ~Feel For Love~ (イイナ ～Feel for Love～)[31]
- 2002 - Venus Tanjou (ヴィーナス誕生)[27]
- 2002 - SWEET LOVE DREAM [26]
- 2016 - Suicide in Twentieth-Century Japan [32]